# Stilbopteryx linearis
Stilbopteryx linearis är en insektsart som beskrevs av Luisa Eugenia Navas 1911. Stilbopteryx linearis ingår i släktet Stilbopteryx och familjen myrlejonsländor. Inga underarter finns listade i Catalogue of Life.